# Carl August Tanton
Carl August Tanton, född 1801, död 1890, var en orgelbyggare i Estland på 1840-talet. Han kan ha varit en orgelbyggare från Sverige. Hans orgelverk är byggda runt områdena Harjumaa och Läänemaa.

## Biografi
Omkring 1840 började Tanton arbeta tillsammans med orgelbyggare Everhard Friedrich Walcker. Då de tillsammans reparerade orgeln i Nikolaikyrkan, Tallinn. Tanton arbetade i Saita Manor i närheten av Riisipere.

## Orgelverk
| År   | Ursprunglig kyrka | Stift | Bild | Manualer | Pedal        | Stämmor | Bevarad orgel/fasad | Övrigt |
| ---- | ----------------- | ----- | ---- | -------- | ------------ | ------- | ------------------- | ------ |
| 1840 | Pühalepa kirik    |       |      | 1        |              | 9       |                     |        |
| 1854 | Kullamaa kirik    |       |      | 1        | Självständig | 12      | Ja/Ja               |        |
|      | Hageri kirik      |       |      | 1        |              |         |                     |        |
|      | Nissi kirik       |       |      | 1        |              |         |                     |        |
|      | Lihula kirik      |       |      | 1        |              |         |                     |        |
|      | Martna kirik      |       |      | 1        |              |         |                     |        |

### Reparationer
| År   | Ursprunglig kyrka      | Stift | Bild | Manualer | Pedal | Stämmor | Bevarad orgel/fasad | Övrigt                                                                     |
| ---- | ---------------------- | ----- | ---- | -------- | ----- | ------- | ------------------- | -------------------------------------------------------------------------- |
| 1840 | Nikolaikyrkan, Tallinn |       |      |          |       |         |                     | Reparerade orgeln tillsammans med orgelbyggare Everhard Friedrich Walcker. |